# Хунта
Ху́нта (на испански: junta) в превод от испански означава „събрание, комитет“.
В Испания и испаноезичните страни с думата „хунта“ се обозначават различни органи на държавно управление, в това число на такива с граждански характер.
В много страни се означава военна диктатура, установена с държавен преврат (например: гръцката военна хунта на „черните полковници“).